# Jürgen Jankofsky
Jürgen Jankofsky (* 19. Juni 1953 in Merseburg) ist ein deutscher Schriftsteller.

## Biografie
Nach dem Schulbesuch, Abitur und abgebrochenem Chemiestudium erhielt Jankofsky eine Ausbildung zum Berufsmusiker. Es folgte ein Fernstudium am Literaturinstitut Leipzig und die Mitarbeit im Literaturzentrum Halle/Saale. Danach arbeitete er als freischaffender Künstler. Von 1990 bis 1993 war er Stadtschreiber in Merseburg. Von 1994 bis 1999 arbeitete Jankofsky im halleschen Künstlerhaus 188. Ab 2000 war Jankofsky Geschäftsführer des Friedrich-Bödecker-Kreises in Sachsen-Anhalt und seit 2006 stellvertretender Bundesvorsitzender der Bödecker-Kreise. Ab 2005 gab er für den Bödecker-Kreis die Zeitschrift oda - Ort der Augen. Blätter für Literatur aus Sachsen-Anhalt heraus.
Jankofsky ist Mitglied des Verbandes Deutscher Schriftsteller (VS), der Europäischen Autorenvereinigung Die Kogge und des PEN-Zentrums Deutschland, zu dessen Schatzmeister er im April 2017 gewählt wurde.

### Bödecker-Skandal 2018
2018 wurde Jankofsky im Zusammenhang mit der Finanzierung von Übersetzungen seines Kinderbuchs Anna Hood seitens des Vorstands des Bödecker-Kreises Unterschlagung vorgeworfen. Jankofsky wurde daraufhin als Geschäftsführer entlassen. Der Vorgang stieß auf großes Medienecho, da der Bödecker-Kreis in der Literaturförderung in Sachsen-Anhalt eine zentrale Rolle einnimmt. Zahlreiche Schriftsteller solidarisierten sich mit Jankofsky. Kritisiert wurde unter anderem das harte Vorgehen gegen Jankofsky und der Zeitpunkt der Entlassung. Der Schriftsteller befand sich auf einer Recherchereise, als die Vorwürfe gegen ihn publik gemacht wurden, und konnte sich erst später zu den Anschuldigungen äußern. In der Folge trat die Vorstandsvorsitzende des Bödecker-Kreises, Dorothea Isler, von ihrem Posten zurück, die Ermittlungen gegen Jankofsky wurden Ende 2018 eingestellt.

## Privatleben
Jürgen Jankofsky ist verheiratet und lebt in Leuna.

## Bücher (Auswahl)
- Ein Montag im Oktober (Jugendbuch) Berlin 1985. Als E-Book 2011, EditionDigital, ISBN 978-3-86394-116-1
- Bastian und der Familienausflugsdampfer (Kinderbuch), Berlin 1990. Als E-Book 2011, EditionDigital, ISBN 978-3-86394-117-8
- Querni und die Neunlinge (Kinderbuch), Halle 1994
- Rabenzauber (Kinderbuch), Halle 1994
- Münchhausens Mansfelder Reise (Kinderbuch), Halle 1996
- Graureiherzeit (Roman), Berlin 1996
- Über die Schreibweise meines Namens (Erzählungen), Halle 1997
- Wer das liest ist doof (Kinderbuch), Projekte-Verlag, Halle 2002, ISBN 3-931950-55-7
- Das Walter-Bauer-Spiel (Kinderbuch), Halle 2004
- Stille Nacht – Adventsdüfte und Weihnachtszwiebeln (Kinderbuch), Halle 2005. ISBN 3-86634-037-0
- Sekret (Erzählungen), Halle 2008. ISBN 978-3-89812-570-3
- Anna und Achmed. Ein deutsch-tunesisches Kinderbuch (mit Slaheddine Lahmadi), Burg 2008. ISBN 978-3-937973-59-3
- Anna und Armen. Ein deutsch-armenisches Kinderbuch (mit Levon Ananyan), Erfurt 2011. ISBN 978-3-942401-32-6
- Reise um die Erde in 226 Texten, Halle 2011.
- Merseburg. 1200 Jahre in 62 Porträts & Geschichten, Halle 2013.
- Eine Reise durch den Saalekreis. 134 Orte von Angersdorf bis Zweimen, Halle 2013.
- Anna Hood. Ein Szenario für Kinder in 19 Sprachen unserer Welt, Halle, 2017.
- Von Veldeke zu Face- und E-Book: Autorenbegegnungen in Sachsen-Anhalt 2017. Mitteldeutscher Verlag, Halle (Saale) 2018. ISBN 978-3-96311-010-8.
- Dezember-Crash: Eine Geschichte. Mitteldeutscher Verlag, Halle (Saale) 2018. ISBN 978-3-96311-171-6.
- Die Martysburg-Surrogate: News und Fakes aus zweitausend Jahren. Mitteldeutscher Verlag, Halle (Saale) 2020. ISBN 978-3-96311-451-9.
- (R)Abenteuer. Merseburg sagenhaft. (mit Klaus-Dieter Urban). Edition Winterkorn, Borsdorf 2022. ISBN 978-3-96014-886-9.
- Zauberrabe Mercorax. (mit Klaus-Dieter Urban). Edition Winterkorn, Borsdorf 2022. ISBN 978-3-96014-900-2.

## Filme
- Schpergsche Lichtmeß – ein Männerfest, DEFA 1988 (mit Karlheinz Mund)
- Ach wär ich doch ein Junggesell geblieben, IWF Göttingen 1997 (mit Edmund Ballhaus)
- Münchhausens Mansfelder Abenteuer, Potsdam 1999 (mit Rolf Losansky)

## Auszeichnungen
- 1990–1993: Stadtschreiber von Merseburg
- 1996: Walter-Bauer-Preis
- 1998: Stipendium für Forschungstätigkeiten in Kanada
- 2012: Ehrenurkunde des Kulturministers der Republik Armenien
- 2015: Verdienstmedaille der Writers Union of Armenia
- 2020: KIMI-Siegel für „Anna Hood“ und „Dezember-Crash“